# دی ریس
دی ریس (انگلیسی: Dee Rees؛ زادهٔ ۷ فوریهٔ ۱۹۷۷) کارگردان، فیلم‌نامه‌نویس اهل ایالات متحده آمریکا است.